# Corgatha laginia
Corgatha laginia là một loài bướm đêm trong họ Erebidae.